# منتخب أوزبكستان لكرة القدم

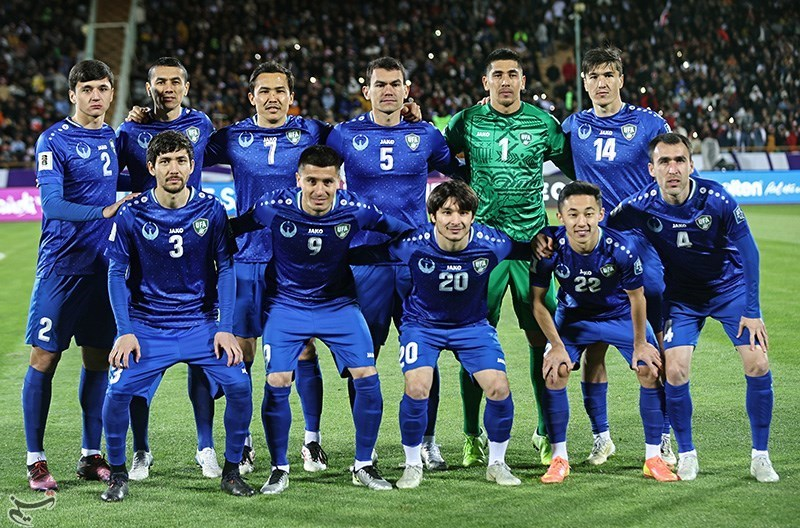
لاعبو المنتخب الأوزبكي عام 2025

منتخب أوزبكستان لكرة القدم (بالأوزبكية: Oʻzbekiston milliy futbol terma jamoasi) هو المنتخب الذي يمثل أوزبكستان، شارك في كأس آسيا لكرة القدم 8 مرات متتالية ، أحتل المرتبة الرابعة في كأس آسيا التي أستضافته قطر عام 2011م.

## وصلات خارجية
- قائمة بيانات المنتخب من الموقع الرسمي للفيفا باللغة العربية
- Uzbekistan Football Federation
- FIFA profile: Uzbekistan / Results / Fixtures
- AFC profile: Uzbekistan
- Uzbekistan International matches